# Кляйнер-Козербах
Кляйнер-Козербах (нім. Kleiner Koserbach) — невеличка річка в Баварії, Німеччина. 
Впадає в річку Косербах поблизу Вірсберга.
Річковий індекс 2411442. Загальна довжина річки 4,84 км . Висота витоку 544 м. Висота гирла 444 м.